# Paul Savoie
Pour les articles homonymes, voir Paul Savoie (acteur) et Savoie (homonymie).
Paul Savoie, né à Saint-Boniface en 1946, est un poète, romancier, nouvelliste et traducteur franco-ontarien. Il est également parolier et musicien, spécialisé en improvisations musicales au piano,.

## Biographie
Paul Savoie fait ses études au Collège de Saint-Boniface où il fréquente un autre écrivain, Roger Léveillé. Il poursuit ses études à l’Université Laval puis à l’Université du Manitoba, où il complète un mémoire de maîtrise en littérature québécoise (Anne Hébert et Hector de Saint-Denys Garneau) ainsi qu'à l'Université Carleton où il fait une maîtrise en littérature anglaise.
De 1969 à 1975, Paul Savoie enseigne ensuite la littérature française et anglaise au Collège de Saint-Boniface. Entre 1980 et 1986, il travaille comme agent de programme au Conseil des Arts du Canada et entre 1992 et 1996, il assume diverses fonctions au Conseil des arts de l'Ontario. Depuis 2010, il dirige le Salon du livre de Toronto. Paul Savoie donne également régulièrement des ateliers de poésie aux jeunes,.
En 1988, il devient le premier écrivain francophone en résidence à la Bibliothèque de référence du Toronto. Il est ensuite écrivain en résidence au Collège universitaire Glendon (1992) ainsi qu'à l'Université d'Ottawa (1997).
Auteur majeure de la littérature franco-ontarienne, il participe au Festival franco-anglais de poésie à Paris (1994). Il part ensuite en France et en Belgique aux côtés de quatre poètes Canadiens français,,.
En poésie, il publie plusieurs recueils dont Bois brûlé (Éditions du Noroît, 1989), Rivière et mer (L'Interligne, 2006), L'heure ovée (Éditions du Noroît, 2015) ainsi que Ce matin (Éditions David, 2020),.
Paul Savoie publie également des récits et des nouvelles dont Mains de père (Éditions du Blé, 1995), À tue-tête (L'Interligne, 1999), L'autre bout du monde (L'Interligne, 2009), Dérapages (L'Interligne, 2012) ainsi que 24 mouvements pour un soliste (Éditions du Blé, 2014),,,.
Comme romancier, il fait paraître l'Interzone en collaboration avec Marguerite Andersen (Prise de parole, 1994) ainsi que L'incendiaire en collaboration avec Dyane Léger (Éditions du Marais, 2008),.
On retrouve ses œuvres dans des anthologies de la poésie franco-manitobaine, de la poésie franco-ontarienne ainsi que de la poésie québécoise.

Dans Francophonies d'Amérique, J. Roger Léveillé décrit l'œuvre de Paul Savoie :
Plus de vingt années d'écriture; une œuvre abondante, exemplaire, tout à fait sous-estoiée, écrite en deux langues et en de multiples formes. En même temps, les recueils se sont succédé avec une constance acharnée au cours des ans, à l'affût toujours de la même réalité minimale et de la même rencontre privilégiée avec l'Autre dans l'amour. [...] En fait, ce qui caractérise sans doute le plus la poésie de Paul Savoie, c'est la conscience de l'origine tou- jours recommencée du spectacle dans la parole universelle.
Parallèlement à sa carrière d’écrivain, Paul Savoie est pianiste et compositeur. Il écrit des pièces musicales qu’il présente en spectacle sous forme d’improvisations musicales. Au début des années 1970, il écrit plusieurs chansons avec divers compositeurs du Manitoba dont l’une, Monsieur Soleil, devient un classique de la chanson franco-manitobaine.
Récipiendaire du Prix Consulat de France (1996), il est également président de la Société des écrivaines et écrivains de Toronto. Paul Savoie siège sur le comité exécutif de la League of Canadian Poets.
Il est membre de l'Union des écrivaines et des écrivains Québécois.

## Œuvres

### Poésie
- Salamandre, avec un dessin de Bernard Mulaire, Saint-Boniface, Éditions du Blé, 1974, 167 p.
- Nahanni, avec un dessin de Micheline Rochetie, Saint-Boniface, Éditions du Blé, 1976, 98 p.
- La maison sans murs, avec des illustrations de Suzanne Gauthier, Hull, Éditions Asticou, 1979, 78 p.  (ISBN 2891980093)
- Acrobats, Toronto, Aya Press, 1982, 68 p.  (ISBN 0920544304)
- À la façon d’un charpentier, Saint-Boniface, Éditions du Blé, 1984, 208 p.  (ISBN 0920640478)
- Soleil et ripaille, suivi de, L’arc de poussière, Montréal, Éditions du Noroît, 1987, 86 p.  (ISBN 2890181456)
- Bois brûlé, avec huit dessins de Suzanne Gauthier, Montréal, Éditions du Noroît, 1989, 115 p.  (ISBN 2890181839)
- Amour flou, Toronto, Éditions du GREF, 1993, 131 p.  (ISBN 0-921916-27-2)
- Oasis, avec cinq dessins de Françoise Tounissoux, Montréal, Éditions du Noroît, 1995, 73 p.  (ISBN 2-89018-321-1)
- Poèmes choisis : racines d'eau, Montréal, Éditions du Noroît, 1998, 137 p.  (ISBN 2-89018-414-5)
- Crac, Ottawa, Éditions David, 2006, 129 p.  (ISBN 978-2-89597-060-6 et 2-89597-060-2)
- Rivière et mer, avec une préface de J.R. Léveillé, Ottawa, L'Interligne, 2006, 213 p.  (ISBN 978-2-923274-07-2)
- Bleu bémol, Ottawa, Éditions David, 2012, 86 p.  (ISBN 9782895972792)
- L'heure ovée, Montréal, Éditions du Noroît, 2015, 63 p.  (ISBN 9782890189645)
- Ce matin, Ottawa, Éditions David, 2020, 68 p.  (ISBN 9782895977674)

### Nouvelles et récits
- Contes statiques et névrotiques, Montréal, Guérin littérature, 1991, 246 p.  (ISBN 2760125262)
- Mains de père, Saint-Boniface, Éditions du Blé, 1995, 142 p.  (ISBN 2-921347-28-8)
- À tue-tête, Vanier, L'Interligne, 1999, 176 p.  (ISBN 2-921463-32-6)
- L'empire des rôdeurs, Ottawa, L'Interligne, 2004, 205 p.  (ISBN 2-921463-92-X)
- L'autre bout du monde, Ottawa, L'Interligne, 2009-2016, 3 vol.  (ISBN 9782923274560, 9782923274676 et 9782896995332)
- Dérapages, Ottawa, L'Interligne, 2012, 137 p.  (ISBN 978-2-923274-92-8)
- 24 mouvements pour un soliste, Saint-Boniface, Les Éditions du Blé, 2014, 183 p.  (ISBN 9782924378113)

### Romans
- Conversations dans l'Interzone, en collaboration avec Marguerite Andersen, Sudbury, Prise de parole, 1994, 133 p.  (ISBN 2-89423-051-6)
- L'incendiaire, en collaboration avec Dyane Léger, Montréal, Éditions du Marais, 2008, 71 p.  (ISBN 978-2-923721-04-0)

### Entretiens
- Acte de création : entretiens, Ottawa, Éditions L'Interligne, 2006, 239 p.  (ISBN 2923274210)

### Traduction
- The selected poetry of Louis Riel, traduit du français par Paul Savoie, Toronto, Exile Editions, 2000, 151 p.  (ISBN 1-55096-534-4)
- Ragoût de crocodile : délicieux poèmes, de Dennis Lee, traduit de l'anglais par Paul Savoie, Toronto, Key Porter Kids, 2005, n.p.  (ISBN 0-929095-27-8)
- Portals of memory, Michèle Matteau, traduit du français par Paul Savoie, Markham, Bookland Press, 2016, 74 p.  (ISBN 9781772310269)

## Prix et honneurs
- 1997 - Récipiendaire : Prix du Consulat général de France (pour l'ensemble de son œuvre)[15]
- 2006 - Récipiendaire : Prix Trillium (pour Crac)[16]
- 2012 - Récipiendaire : Prix Trillium (pour Bleu bémol)[17]
- 2012 - Récipiendaire : Prix Champlain (pour Dérapages)[18]